# Aeroméxico Connect
Aeroméxico Connect, anciennement connue sous le nom d'AeroLitoral, est une filiale régionale d'AeroMexico, la compagnie aérienne du groupe CINTRA au Mexique. Elle est considérée comme la plus grande et la plus importante compagnie aérienne régionale au Mexique, offrant plus de 300 vols réguliers par jour vers 43 destinations. Ses principales bases sont Guadalajara, Mexico et Monterrey. Les vols Aeromexico Connect sont commercialisés sous le nom d'Aeromexico.

## Histoire
Créée en 1988, avec des avions Fairchild Metro III/23, elle devient rapidement la troisième flotte aérienne du Mexique. Ses plaques tournantes sont situées à Monterrey, (Nuevo León), à Guadalajara (Jal.) et à Chihuahua (Chi.).

### Les débuts - 1988 au début des années 1990
La compagnie aérienne est créée en 1988 sous le nom de Servicios Aéreos Litoral, et devient une filiale d'Aeroméxico le 1er décembre 1990. Elle débute ses vols avec une flotte de quatre avions NAMC YS-11 en 1988 et était à l'origine basée à Veracruz . En février 1992, AeroMéxico lance une autre compagnie aérienne régionale, Aerovías de Poniente, SA de CV basée à Guadalajara en opérant des Fairchild Metros. La flotte est remplacée et se développe assez rapidement entre 1991 et 1995 et passe à un total de 29 Fairchild Metro III et 23 Fairchild Metro.

### Milieu des années 1990
En 1991, la base principale est transférée à Monterrey et en 1992, Aeroponiente commence ses opérations à partir de Guadalajara. La compagnie adopte le logo Aeroméxico. En 1993, une petite base est inaugurée à Culiacán et est déplacée trois mois plus tard à Chihuahua. En 1995, la compagnie aérienne secondaire avait trois bases et 29 avions.

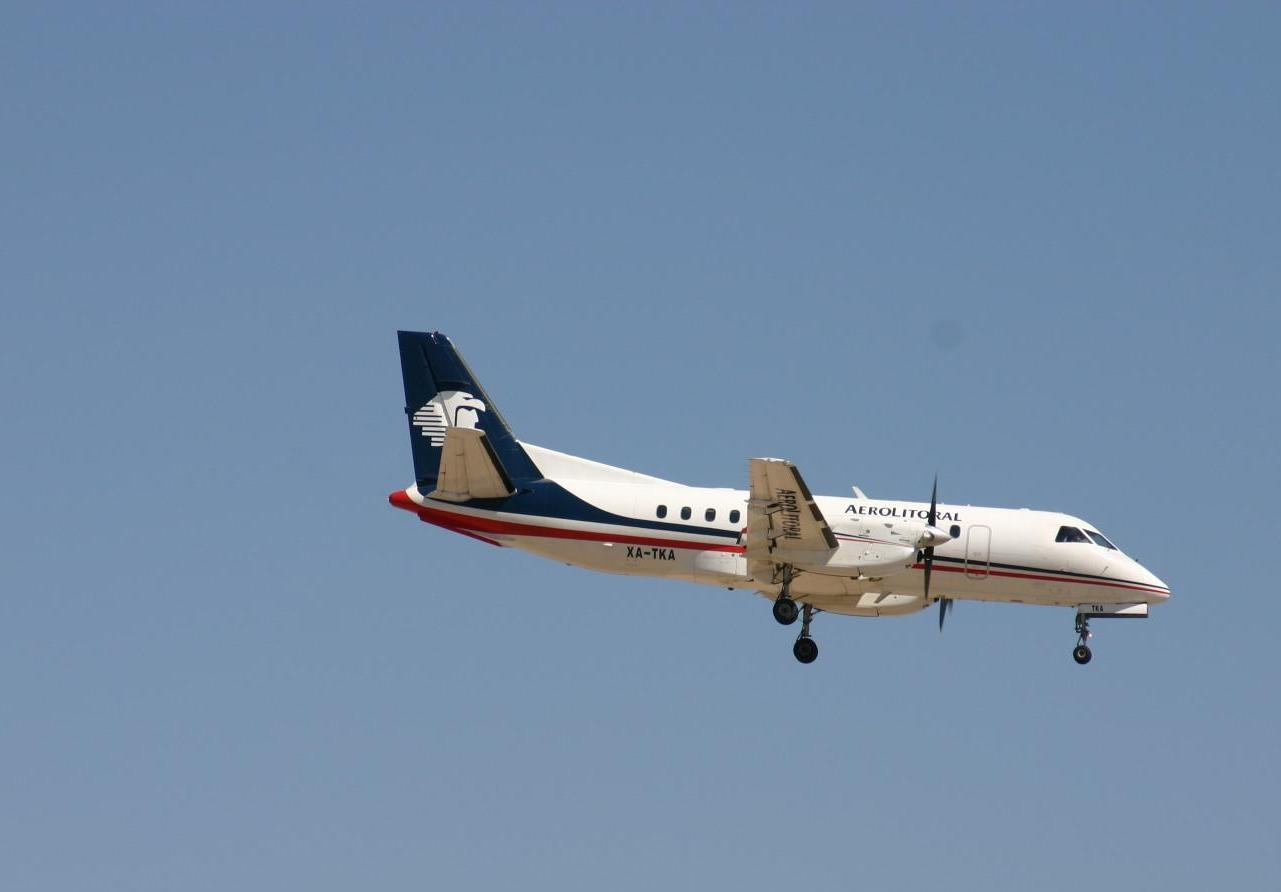
Saab SB.340 (XA-TKA) d'AeroLitoral

Le réseau de routes s'étend dans tout le nord du Mexique et vers les États-Unis avec des vols principalement vers San Antonio, Tucson, El Paso et Phoenix.
En 1996, les deux compagnies aériennes fusionnent sous le nom de AeroLitoral SA de CV, ce qui provoque certains problèmes de main-d'œuvre et une grève des pilotes la même année. Un nouveau type d'avion, le Saab 340 B, est introduit fin 1997 pour répondre à la demande croissante, le Fairchild Metro ne suffisant pas. En 1998, de nouveaux services aux États-Unis sont ajoutés au réseau à partir de Piedras Negras . et de Chihuahua à Dallas.
Au début de 1999, AeroLitoral exploite 29 Fairchild Metros et 6 Saab 340B. Un Fairchild Metro immatriculé XA-RYY, est converti en cargo et les opérations vers Mexico reprennent pour le compte d' Aeromexpress. En août 1999, Raúl Sáenz Campos remplace Carlos Treviño Treviño après une longue période à la tête de la compagnie. En décembre de la même année, le comité directeur lance un processus de renouvellement de flotte, en remplaçant les trois premiers Fairchild Metros.

### Début des années 2000
Entre les années 2000 et 2002, treize autres Saab 340B s'ajoutent à la flotte pour remplacer les Metros. La compagnie exploite 22 Saab 340B. Au troisième trimestre de 2001, des services vers San Diego via Mexicali, vers Zacatecas via Puerto Vallarta et Monterrey sont ouverts. Néanmoins, ces services sont interrompus peu de temps après les attentats du 11 septembre. Le 6 septembre 2001, un Saab 340B subit un accident sans décès à déplorer à 15 miles au sud-est de Tijuana. L'avion a souffert d'une panne de carburant, en raison d'une fausse indication des jauges, causée par un élément défectueux du système qui indiquait plus de carburant que l'avion n'en avait réellement.

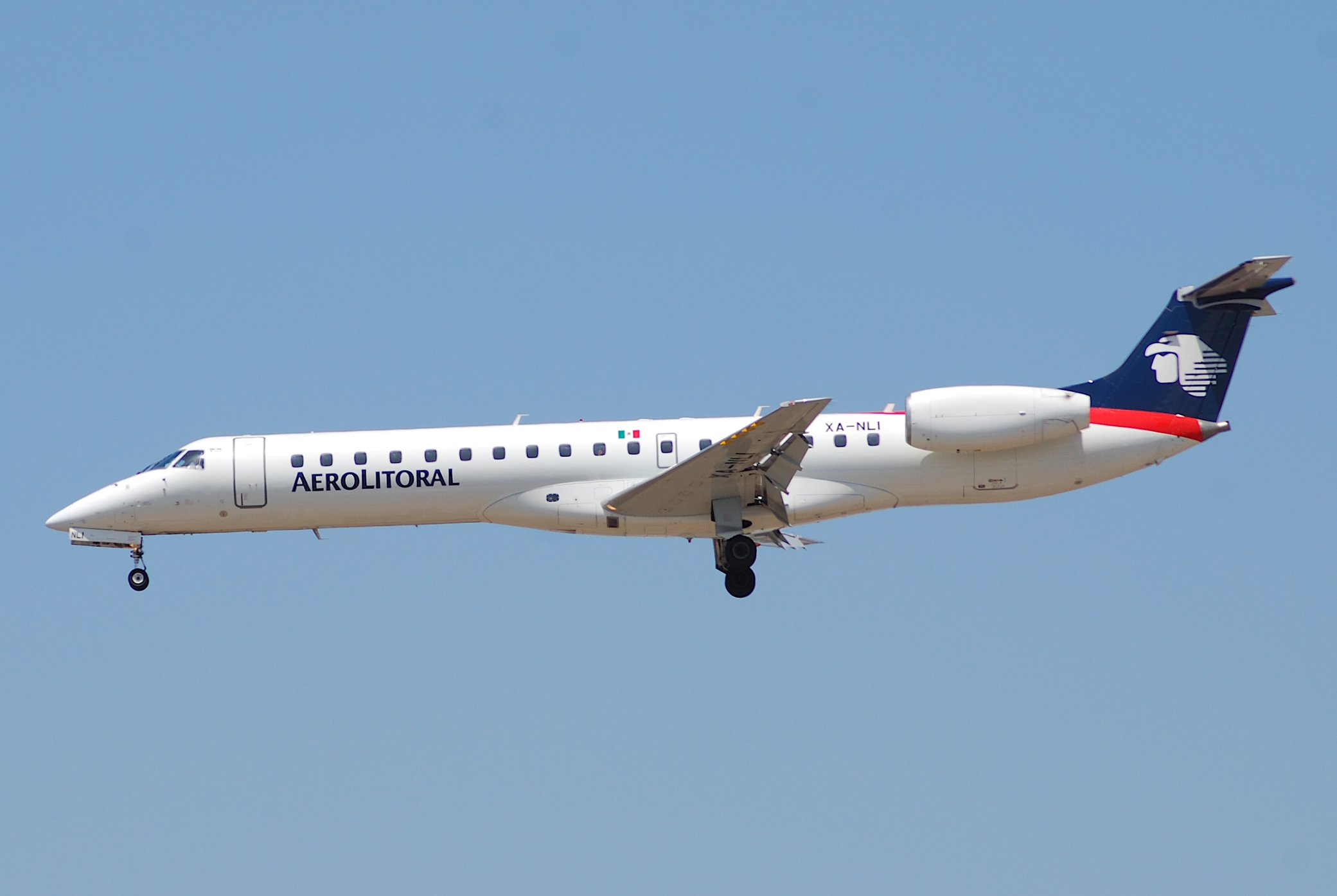
Embraer ERJ-145 d'AeroLitoral (XA-NLI) à LAX en 2007

Après les attentats du 11 septembre 2001, AeroLitoral connait une baisse d'activités et réduit la flotte pour survivre. Les services vers San Diego, El Paso et Laredo sont supprimés. San Antonio, Phoenix et Tucson sont réduits, avec en plus la croissance d' Aviacsa sur le marché intérieur avec sa flotte de Boeing 737-200 opérant les routes les plus rentables de Monterrey à León, Ciudad Juárez, Culiacán et Guadalajara. Le petit transporteur connait de graves problèmes financiers et, en 2002, de nombreux employés sont licenciés, dont 50 pilotes. En 2002, les services vers Los Angeles et Ontario, Californie sont introduits au nom d'Aeroméxico, tandis que les services vers Phoenix et Laredo sont supprimés.
Début 2003, la compagnie compte une flotte de trois Fairchild Metro et 22 Saab 340B. Les coefficients de remplissage se redressent comme pour de nombreuses autres compagnies aériennes dans le monde. Cette même année, AeroLitoral annonce faire l'acquisition de cinq premiers Embraer ERJ 145, avec des livraisons prévues à partir de mi-2004. En décembre 2003, après avoir exploité une flotte de Fairchild Metro pendant 13 ans comptant jusqu'à 28 avions, les trois derniers Fairchild Metro sont retirés de la flotte. Au début de l'année suivante, les trois premiers ERJ-145 sont livrés par la société brésilienne Embraer à Monterrey et commencent à remplacer les Saabs sur les routes de Monterrey d'une durée de plus d'une heure et cinquante minutes. Les premiers vols étaient principalement à destination de Chihuahua, Guadalajara et Ciudad Juárez, et deux des mêmes avions sont ajoutés plus tard dans l'année. Cette même année, un contrat de location avec équipage est signé entre Aerocaribe et AeroLitoral. L'accord prévoit qu'AeroLitoral fournirait des services sur les routes du sud-est du pays pour le compte d'Aerocaribe. Le contrat porte sur la location avec équipage de trois Saab 340B exploitant les liaisons vers Mérida, Tuxla Gutierrez et la navette entre Cancún et Cozumel . L'accord a duré un an et s'est terminé fin mai 2005.

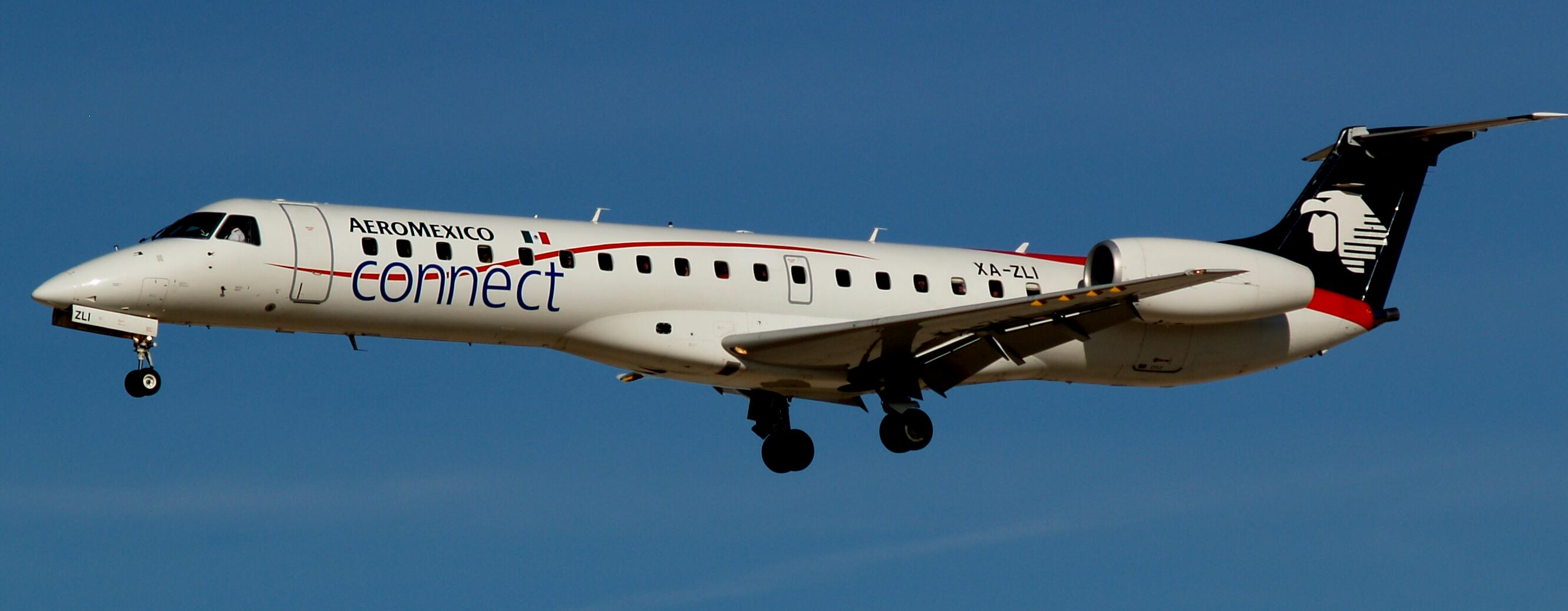
AeroMexico Embraer ERJ 145 (XA-ZLI)

### Milieu des années 2000
En 2005, les premiers services réguliers à destination et en provenance de Mexico pour le compte d'Aeroméxico sont introduits à Ciudad Obregón et Los Mochis, en utilisant des avions Embraer E145. Au cours de cette année, cinq autres ERJ-145 sont livrés, permettant d'ouvrir de nouvelles routes vers le centre du Mexique et le sud-est du pays, la taille de la flotte est portée à dix avions.

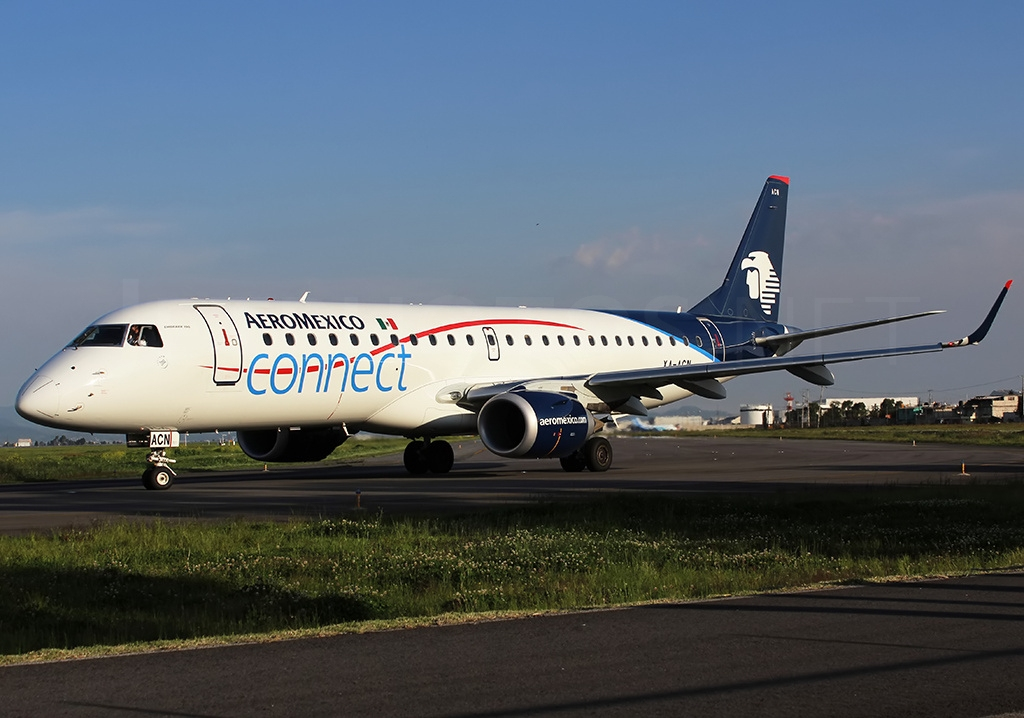
Embraer 190-100LR, d'Aeromexico Connect

En 2006, AeroLitoral reprend les services de Mexico à Campeche et Durango, précédemment exploités par Aeromar pour le compte d'Aeroméxico, et reprend ses opérations vers Reynosa, Oaxaca et d'autres destinations sans revenus d'Aeroméxico. À la fin de 2006, une base d'équipage ERJ à Mexico est ouverte, treize ERJ supplémentaires sont livrés, portant le nombre à 23 à la fin de l'année.
En 2007, AeroLitoral retourne à Austin pour le compte d'Aeroméxico depuis Mexico, et rouvre le hub de Guadalajara ; sa flotte d'Embraer compte 32 avions. En novembre 2007, Aeroméxico annonce qu'AeroLitoral va devenir Aeroméxico Connect une fois les Embraer 190 arrivés. La compagnie aérienne change de nom, d'image et introduit une nouvelle philosophie consistant à compléter Aeroméxico sur certains vols intérieurs et internationaux, au lieu de n'alimenter que les hubs de la compagnie aérienne. Les quatre premiers Embraer ERJ 190 flambant neufs arrivent en octobre 2007 et début 2008, et la compagnie aérienne passe une nouvelle commande de douze avions supplémentaires, dont le premier est livré au début de 2009. En novembre, la compagnie peint un E-145 dans la livrée SkyTeam.

## Flotte

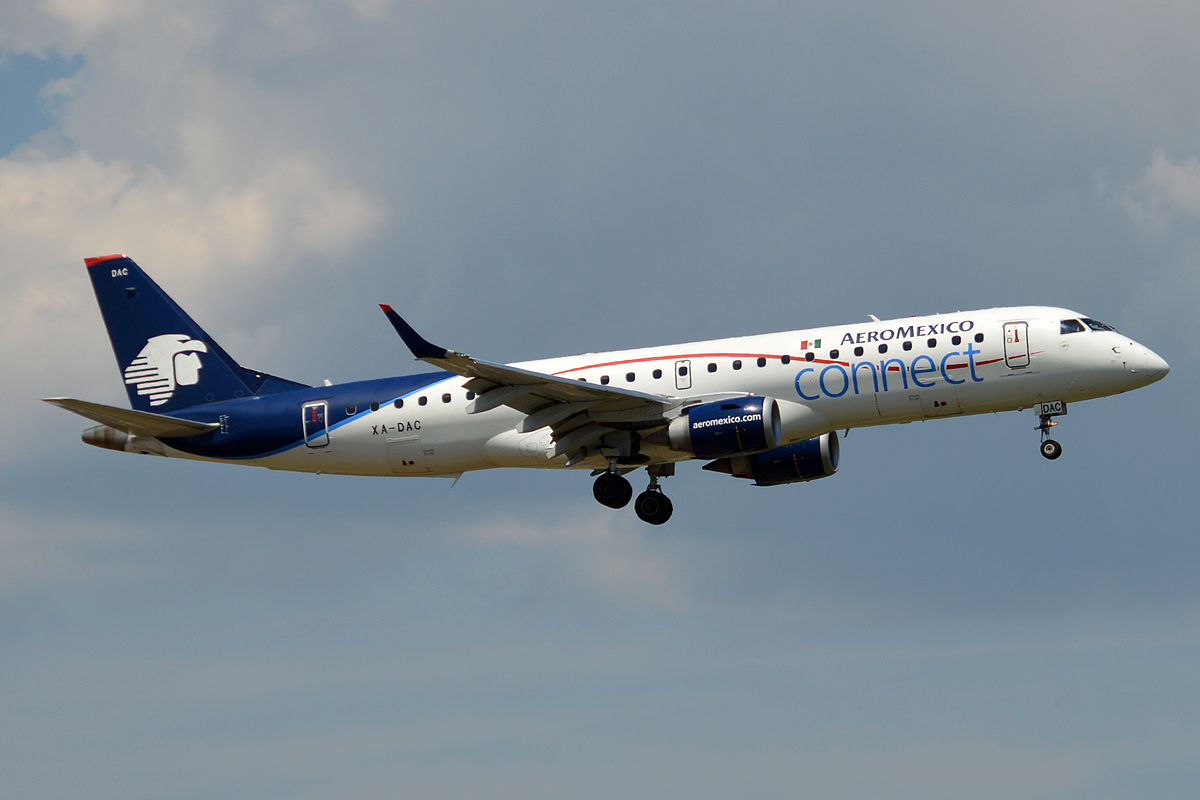
Aeroméxico Connect, XA-DAC, Embraer ERJ-190LR

La flotte d'AeroMexico Connect se compose des appareils suivants (au mois de novembre 2020):
La compagnie a également exploité par le passé les avions suivants :
- Fairchild Metro
- Saab 340
- Embraer 145